# Risto Eräsaari
Risto Olavi Eräsaari, född 2 februari 1946 i Tavastehus, är en finländsk samhällsvetare.
Eräsaari blev politices doktor 1985. Han var 1988–1996 professor i samhällspolitik vid Jyväskylä universitet och blev 1997 professor i socialpolitik vid Helsingfors universitet. Han har i flera arbeten, bland annat Sosiaalivaltio ja sosiaalipo- litiikan itseymmärrys (1984), analyserat välfärdsstaten. 

## Utmärkelser
- Riddartecknet av I klass av Finlands Vita Ros’ orden[1]

[Redigera Wikidata]